# Sliver: The Best of the Box
Sliver: The Best of the Box es una compilación de la banda estadounidense de grunge Nirvana, lanzado en noviembre de 2005.

## Significado
Sliver: The Best of the Box fue el cuarto álbum de la banda lanzado después de la muerte del cantante y guitarrista Kurt Cobain en abril de 1994. Contiene 19 canciones del box set With the Lights Out, así como 3 grabaciones inéditas: "Spank Thru", del famoso demo "Fecal Matter" de 1985, una grabación de estudio de 1990 de "Sappy", y un demo de 1991 de "Come as You Are". La versión de "Spank Thru" del "Fecal Matter" demo, es históricamente la más importante de las anteriores grabaciones por ser, aparentemente, la grabación con la que Cobain convenció al bajista Krist Novoselic para formar una banda. Además es la primera y única canción de éste demo (considerado por los fanes de la banda como el "Santo Grial" del material no lanzado de Nirvana o Cobain) escuchada en su totalidad. El álbum abrió en el número 21 en Billboard 200.

## Portada
De acuerdo con Rolling Stone, el título y la fotografía de la portada fueron escogidos por Frances Bean Cobain, la hija de Cobain y Courtney Love. La fotografía muestra una pila de casetes de Cobain y Nirvana, incluidos de "Fecal Matter".

## Lista de canciones
1. "Spank Thru" - 3:45
2. "Heartbreaker" - 2:59
3. "Mrs. Butterworth" - 4:05
4. "Floyd the Barber" - 2:33
5. "Clean Up Before She Comes" - 3:12
6. "About a Girl" - 2:44
7. "Blandest" - 3:56
8. "Ain't It a Shame" - 2:02
9. "Sappy" - 3:33
10. "Opinion" - 1:35
11. "Lithium" - 1:49
12. "Sliver" - 2:10
13. "Smells Like Teen Spirit" - 5:40
14. "Come as You Are" - 4:10
15. "Old Age" - 4:21
16. "Oh, the Guilt" - 3:25
17. "Rape Me" - 3:23
18. "Rape Me" - 3:03
19. "Heart-Shaped Box" - 5:32
20. "Do Re Mi" - 4:24
21. "You Know You're Right" - 2:30
22. "All Apologies" - 3:33

## Posiciones en listas
| Año  | Lista                                      | Posición |
| ---- | ------------------------------------------ | -------- |
| 2005 | Lista de BBC Radio 1                       | N.º 6    |
| 2005 | Lista oficial de álbumes en Canadá         | N.º 12   |
| 2005 | Billboard 200                              | N.º 21   |
| 2005 | Lista oficial de álbumes en Austria        | N.º 26   |
| 2005 | Lista oficial de álbumes en Grecia         | N.º 26   |
| 2005 | Lista oficial de álbumes en Italia         | N.º 43   |
| 2005 | Lista oficial de álbumes en el Reino Unido | N.º 56   |
| 2005 | Lista oficial de álbumes en Suiza          | N.º 87   |
| 2005 | Lista oficial de álbumes en Alemania       | N.º 97   |

- Datos: Q1986224